# 吴宪 (政治人物)
吴宪（1915年6月—2001年），男，直隶（今河北）吴桥人，中华人民共和国政治人物。1951年7月至1955年1月、1955年7月至1962年9月两度担任杭州市市长。

## 生平
吴宪历任杭州市副市长、市长，市委书记兼市长。1958年起任浙江省人民委员会副省长，兼杭州市委第一书记、市长。1977年12月，任浙江省第四届政协副主席。1995年7月，吴宪逝世，终年81岁。他是中共八大代表，第二、三届全国人大代表。

## 家庭
儿子吴胜利为海军司令员、上将。

## 纪念
杭州吴宪旧居位于北山路76号，吴宪于“文革”后的1978年开始居于此楼。